# Сейд Ахмед
Сейдяк (Сейд Ахмед или Саид-Ахмад) (ок. 1563 — не ранее 1591) — военачальник из династии Тайбугинов, претендент на престол Сибирского ханства в 1580-е годы.
Сын Бекбулата, брата правителя Сибирского ханства Едигера. Вырос в Бухаре, куда бежала жена Бекбулата после захвата власти Кучумом.
В 1585 году принял участие в дележе вещей погибшего Ермака, забрав его кафтан.
В 1585 или 1586 году захватил столицу Сибирского ханства город Искер (занятую после ухода людей Ермака сыном Кучума) и на короткое время возродил власть Тайбугинов. Утвердившись в Искере, не пытался расширить подконтрольную территорию и не вёл военных действий ни против Кучума, ни против войск Московского государства (пассивность Сейдяка в отношении русских войск могла объясняться тем, что он, продолжая политику Едигера, считал себя вассалом Москвы).
В 1588 году обманом взят в плен московским полководцем Д. Чулковым в Тобольском остроге. Вместе с Сейдяком был захвачен и казахский султан Ураз-Мухаммед, вероятно, прибывший в Искер для его поддержки.
Сейдяк был доставлен под охраной в Москву, однако Борис Годунов милостиво обошёлся с пленником, пожаловав ему земли. К бывшему правителю относились с подобающим почётом и характеризовали как «сибирского началного князя». При этом дипломаты Московского государства попытались представить переход Сейдяка на русскую службу как добровольный.
В 1591 году во время русско-шведской войны 1590—1593 годов участвовал в походе русских войск.
В 1593 году Сейтяк был ещё жив, приставу Образцу Вахрамееву было поручено заявить кизылбашскому послу Ази Кострову, что князь Сейтяк, Ораз-Мохаммад и Маметкул несут службу царю Фёдору, «вотчинами и поместьем устроены в Московских государствах».
В 1593—1594 годах в Новгороде проходила судебная тяжба между Сейтяком и вдовой Ураковскою женой Боранова.
Умер на территории современной Ярославской области, там же и похоронен.